# Le Solitaire (film, 1987)
Pour les articles homonymes, voir Le Solitaire.
Pour plus de détails, voir Fiche technique et Distribution.
Le Solitaire est un film policier français réalisé par Jacques Deray, sorti en 1987. Sur un scénario écrit par Jacques Deray en collaboration avec Alphonse Boudard, Simon Michaël et Daniel Saint-Hamont, avec dans le rôle principal Jean-Paul Belmondo, le film raconte comment un commissaire de police entreprend de retrouver l'homme par qui son meilleur ami et collègue a été tué, un dangereux truand qui refait surface après deux ans de silence.
Produit par Cerito Films, la société de production de Belmondo, en association avec Sara Films d'Alain Sarde, Le Solitaire marque la fin d'une série de films d'actions commerciaux avec Belmondo en tête d'affiche débutée douze ans plus tôt avec Peur sur la ville, qui lui avait permis d'être un champion du box-office dans toute l'Europe continentale,.
Largement mal reçu par la critique, il rencontre un échec commercial à sa sortie, devenant le premier film avec Belmondo, qui au même moment triomphe au théâtre avec la pièce Kean écrite par Jean-Paul Sartre, à ne pas atteindre le million d'entrées sur le territoire français depuis vingt-trois ans. À la suite de cette déception commerciale, Belmondo se tournera davantage avec succès vers le théâtre, non sans en rencontrer une brève résurgence sur le grand écran l'année suivante avec Itinéraire d'un enfant gâté, et en tournant quelques films jusqu'en 2008. Le Solitaire trouvera un nouveau public lors de sa première diffusion télévisée en 1990.

## Synopsis
À Paris, en 1984. Le commissaire Stan Jalard et son collègue et ami, l'inspecteur Simon Lecache, se sont mis en tête de quitter le métier de policier afin de construire un nouvel avenir aux Antilles pour y ouvrir un hôtel en compagnie du fils de Simon, Christian, que ce dernier élève seul. En attendant d'envoyer leurs lettres de démission, Stan et Simon se rendent dans une boîte de nuit, le New York, New York, où ils repèrent le dangereux truand et ennemi public n°1 Charlie Schneider. Ayant repéré les deux policiers, décidés à l'arrêter, Schneider trouve refuge vers les toilettes de l'établissement, dans lequel s'engouffre Simon. Alors que le policier vérifie la pièce, il se trouve nez à nez avec Schneider, qui n'hésite à blesser grièvement le policier par balles, avant de l'achever d'une balle dans la tête. Ayant entendu les coups de feu, Stan voit le corps de Simon et poursuit Schneider jusqu'à une patinoire adjacente à la boîte de nuit, mais le criminel réussit à lui échapper. Alors que ses collègues emmènent le cadavre de Simon, Stan rentre chez lui et déchire les lettres de démission, ce qui implique qu'il décide de rester dans la police.
Deux ans plus tard, Stan est devenu le patron de l'Office central pour la répression du banditisme, mais garde en tête de retrouver Schneider, qui a disparu de la circulation après sa fuite, et venger la mort de Simon. Il a également la charge de l'éducation de Christian, dont il est le parrain. Il a placé l'enfant en pension, dont ce dernier n'hésite pas à s'enfuir pour retourner chez Stan, malgré la réticence initiale de celui-ci. 
Les indics de Stan annoncent le retour de Schneider, retour qui se confirme lorsque ce dernier commet avec l'aide de trois complices, dont sa compagne Sandra qui tient un salon de coiffure, un hold-up sanglant avec braquage d'un fourgon blindé. Cette opération se solde par le meurtre violent des convoyeurs, ainsi que celui de son ancien complice, Sumatra, qui a été vu récemment avec Stan. Prêt à tout pour coincer Schneider et faisant à face à la rivalité du commissaire Pezzoli de la brigade mondaine, Stan arrête René Pignon, braqueur de banques qui a côtoyé le truand, avant d'organiser son « évasion ». Parallèlement, il fait arrêter Sandra et rend visite aux partenaires immédiats de Schneider, les Carmoni, dans leur casino et les met sous pression. Schneider étant assez imprévisible, les Carmoni veulent s'en débarrasser avec l'aide de Pignon.
Pignon rencontre Stan et lui parle d'une future rencontre avec Schneider, qui a pris contact avec lui. La rencontre se déroule près d'une gare sous les yeux de Stan et ses collègues, mais c'est sans compter l'arrivée de Pezzoli, informé par Pignon peu après sa rencontre avec Stan, et d'autres policiers, déclenchant une fusillade au cours duquel Schneider abat des policiers, ainsi que Pignon, avant de s'enfuir. Stan prend à part Pezzoli et lui assène des coups de poing, lui reprochant l'échec de l'arrestation de Schneider. Un soir, le policier, qui parvient petit à petit à connaître l'identité des complices de Schneider, reçoit l'appel menaçant de ce dernier, lui intimant l'ordre de relâcher Sandra, qui sera finalement libérée peu après, sous l'ordre d'un juge. Les nerfs de Stan sont mis à rude épreuve lorsque son appartement est saccagé et après qu'un homme à moto a tenté de l'abattre en compagnie de Christian devant son immeuble. Le policier abat son assaillant et se rend armé au casino des Carmoni pour récupérer le butin du casse de Schneider, qui se trouvait dans le coffre de l'établissement, avant de le placer dans le coffre-fort de son bureau, tout en ayant prévenu un de ses inspecteurs, Maurin, de la situation.
Avec ses collègues, Stan arrête le deuxième complice de Schneider, qui lui donne une piste pour localiser ce dernier. Grâce à une mise sur écoute du troisième complice, le commissaire découvre que le criminel s'est planqué dans un vieil hôtel. Armé d'un fusil à pompe, Stan se rend à la chambre de Schneider, qui ne montre aucun regret pour le meurtre de Simon, mais l'arrivée importune de Sandra déclenche une fusillade, au cours de laquelle Schneider tue accidentellement sa petite amie. Une poursuite entre le policier et le truand s'engage durant laquelle Schneider s'échappe par la fenêtre et vole une camionnette.
Stan le rattrape dans la rue latérale et tire à plusieurs reprises sur la camionnette, blessant Schneider, avant de le tenir en joue, au moment où ses collègues débarquent : il préfère l'arrêter au lieu de l'abattre car selon lui, il va plus souffrir en prison, où il devrait purger une peine de vingt ans sans remise de peine pour ses crimes.
Peu après, Stan retrouve Christian et emmène ce dernier faire un tour en voiture.

## Fiche technique
- Titre original : Le Solitaire
- Réalisation : Jacques Deray

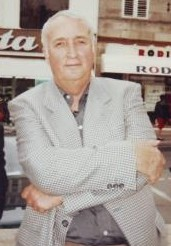
Alphonse Boudard (dans les années 1980), co-scénariste et dialoguiste du film.

- Scénario : Jacques Deray et Simon Michaël, adaptation et dialogues par Alphonse Boudard, Simon Michaël et Daniel Saint-Hamont
- Musique : Danny Schogger et Andy Caine
- Décors : Jean-Claude Gallouin et Gérard James
- Costumes : Brigitte Demouzon et Paulette Breil
- Photographie : Jean-François Robin
- Son : Pierre Lenoir
- Montage : Henri Lanoë
- Production déléguée : Alain Belmondo et Alain Sarde
- Sociétés de production : Cerito Films et Sara Films
- Société de distribution : AMLF (France)
- Budget : estimé entre 30 et 50 millions de francs[3]
- Pays de production :  France
- Langue originale : français
- Format : couleur (Fujicolor) — 35 mm — 1,85:1  — son monophonique
- Genre : policier
- Durée : 100 minutes
- Dates de sortie :
  - France : 18 mars 1987
  - Allemagne de l'Ouest : 14 mai 1987
- Classification :
  - France : tous publics

## Distribution
- Jean-Paul Belmondo : Commissaire Stan Jalard
- Jean-Pierre Malo : Charly Schneider
- Michel Beaune : le commissaire Pezzoli
- Pierre Vernier : Maurin
- François Dunoyer : René Pignon
- Michel Creton : Simon Lecache
- Yolande Gilot : Sandra
- Franck Ayas : Christian Lecache, le fils de Simon
- Laurent Gendron : Rocky
- Jean-Claude de Goros : Boulin
- Guy Pannequin : Sumatra
- Patricia Malvoisin : Brigitte
- André Landais : Marc
- Alan Coriolan : Serge
- Carlos Sotto Mayor : Eva
- Valérie Steffen : Carole
- Bernard Freyd : le directeur de la PJ
- Luc-Antoine Diquéro : Eric
- Eric Denize : Aldo Benani
- Henri-Jacques Huet : un frère Carmoni
- Yves Gabrielli : Stazyk
- François Marcantoni : Louis
- Bernard Farcy : un frère Carmoni
- Catherine Rouvel : Mia
- Évelyne Dress : Katia
- Marc Lamole : Maurice
- Patrick Pérez : Ossim
- Carlo Nell : le patron du bistrot
- Henri Attal : le greffier de la prison
- Muriel Belmondo : la réceptionniste de l'hôtel
- Pierre-Octave Arrighi : le moniteur de gym
- Guy Matchoro : le camé « Metropolis »
- Mostéfa Stiti : Kouebi, le barman
- Maurice Auzel : l'inspecteur OCRB
- Pascal Salicetti : le policier planqué
- Lionel Vitrant : le chauffeur de la camionnette
- Muriel Younes : la secrétaire de la PJ
- Daniel Breton : un homme de main des Carmoni
- Alexandrie

## Production

### Développement du projet et choix des interprètes

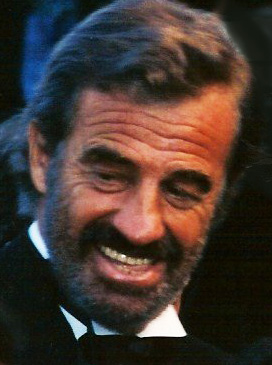
Jean-Paul Belmondo (en 1988).

Lors de la promotion de son précédent film, Hold-Up (1985), Jean-Paul Belmondo a annoncé qu'il avait deux projets en préparation : son retour tant attendu sur scène au théâtre et un autre film policier, qui deviendra Le Solitaire. Le réalisateur Jacques Deray était déjà attaché à l'époque et était le choix de l'acteur, en raison de leurs précédentes collaborations dans Par un beau matin d'été (1965), Borsalino (1970) et Le Marginal (1983). Si Le Marginal avait été un énorme succès commercial, en frôlant les 5 millions d'entrées en salles, les films suivants avec Belmondo en vedette, Les Morfalous (1984), Joyeuses Pâques (1984) et Hold-Up, bien qu'ayant fait de bons scores au box-office, n'ont pas été à la hauteur des standards élevés de la star.
Au moment de la sortie, Deray a insisté sur les différences entre ce film et Le Marginal, estimant que s'il restait « belmondien », l'acteur souhaitait une affaire plus narrative, dans la prestigieuse tradition des films noirs réalisés par Jacques Becker et Julien Duvivier. Les scènes d'action étaient connues pour être beaucoup plus sobres que dans le travail précédent de l'acteur. Deray le reconnaît, déclarant que « Le Solitaire est bien sûr un film de mouvement et d'action, mais Jean-Paul ne fait aucune cascade », voulant « faire une pause », ajoutant qu'il s'agit d'« un film où il n'y a pas de cascade », un « exploit physique exceptionnel » et que Belmondo est « plus un héros psychologique que physique ».
Dans ses mémoires cependant, Deray s'est montré plus franc sur les ambitions limitées du film, le qualifiant de « copie du Marginal ». Une autre raison, plus pragmatique, de son faible quotient d'action était une grave blessure à la colonne vertébrale subie par Belmondo alors qu'il tentait une cascade pour Belmondo de A à Z, une émission spéciale de variétés animée par Patrick Sabatier pour promouvoir Hold-up, ce qui lui avait laissé un inconfort persistant,.
Malgré les contributions de l'ancien policier Simon Michaël et d'Alphonse Boudard, romancier acclamé connu pour ses romans policiers à la fois intimistes et durs, le processus d'écriture ne s'est pas déroulé sans heurts. Deray a estimé que « l'histoire est simpliste et les dialogues sont plats ». Belmondo était également insatisfait du scénario final, qui, selon lui, était la principale raison de l'échec du film, en disant qu'« il y avait des problèmes d'écriture » qu'il n'a jamais pu laisser derrière lui. Le titre original était Cobra mais, à la suite de la sortie du film éponyme avec Sylvester Stallone, il a été changé en Le Solitaire, dont la similitude avec Le Marginal a encore souligné sa nature stéréotypée. D'autres titres ont été envisagés, comme Règlements de comptes, Superflic et L'Ombre d'un flic, ce dernier étant le préféré de Deray et Belmondo,.
Pour entourer l'acteur vedette dans le film, plusieurs acteurs ayant régulièrement tourné avec lui figurent au casting, comme Michel Beaune et Pierre Vernier, deux de ses camarades de classe au Conservatoire national supérieur d'art dramatique,. La petite amie de Belmondo, la mannequin et chanteuse brésilienne Carlos Sotto Mayor, apparaît également dans un numéro musical au début du film. Il s'agit de sa troisième et dernière apparition à l'écran aux côtés de la star, avant que le couple se sépare en bons termes en 1987. Peu avant ce film, l'acteur de théâtre Jean-Pierre Malo avait incarné un tueur à gages impitoyable dans Spécial Police, un autre film policier écrit par Simon Michaël.

### Tournage
Le tournage du Solitaire s'est déroulé entre septembre et octobre 1986 aux Studios de Boulogne, (aujourd'hui Canal Factory) à Boulogne-Billancourt — le dernier des six films tournés là par l'acteur — et tout au long du tournage dans la région parisienne. Les deux affrontements majeurs entre Jalard et Schneider ont été filmés à Montparnasse, dans le 14e arrondissement de Paris. Le meurtre de Lecache et la poursuite qui s'ensuit ont lieu au complexe de divertissement Vandamme Nord, à l'intérieur de la discothèque New York New York, à travers la patinoire de la Gaîté-Montparnasse (ni l'un ni l'autre n'existent plus) et dans les rues Vercingétorix et Jean Zay adjacentes. L'hôtel représenté dans la confrontation finale est situé sur l'avenue du Maine et reste en activité au sein de la chaîne Campanile.
Le tournage du Solitaire a été commémoré dans le court métrage Les Pros, réalisé par Florence Moncorgé, la fille de l'ancienne covedette de Belmondo d'Un singe en hiver (1962), Jean Gabin. Le documentaire fait un parallèle entre la préparation du tournage de Belmondo et les rituels d'avant-course de son autre sujet, le jockey vedette Yves Saint-Martin.

#### Lieux de tournage
Le film est tourné à Paris :

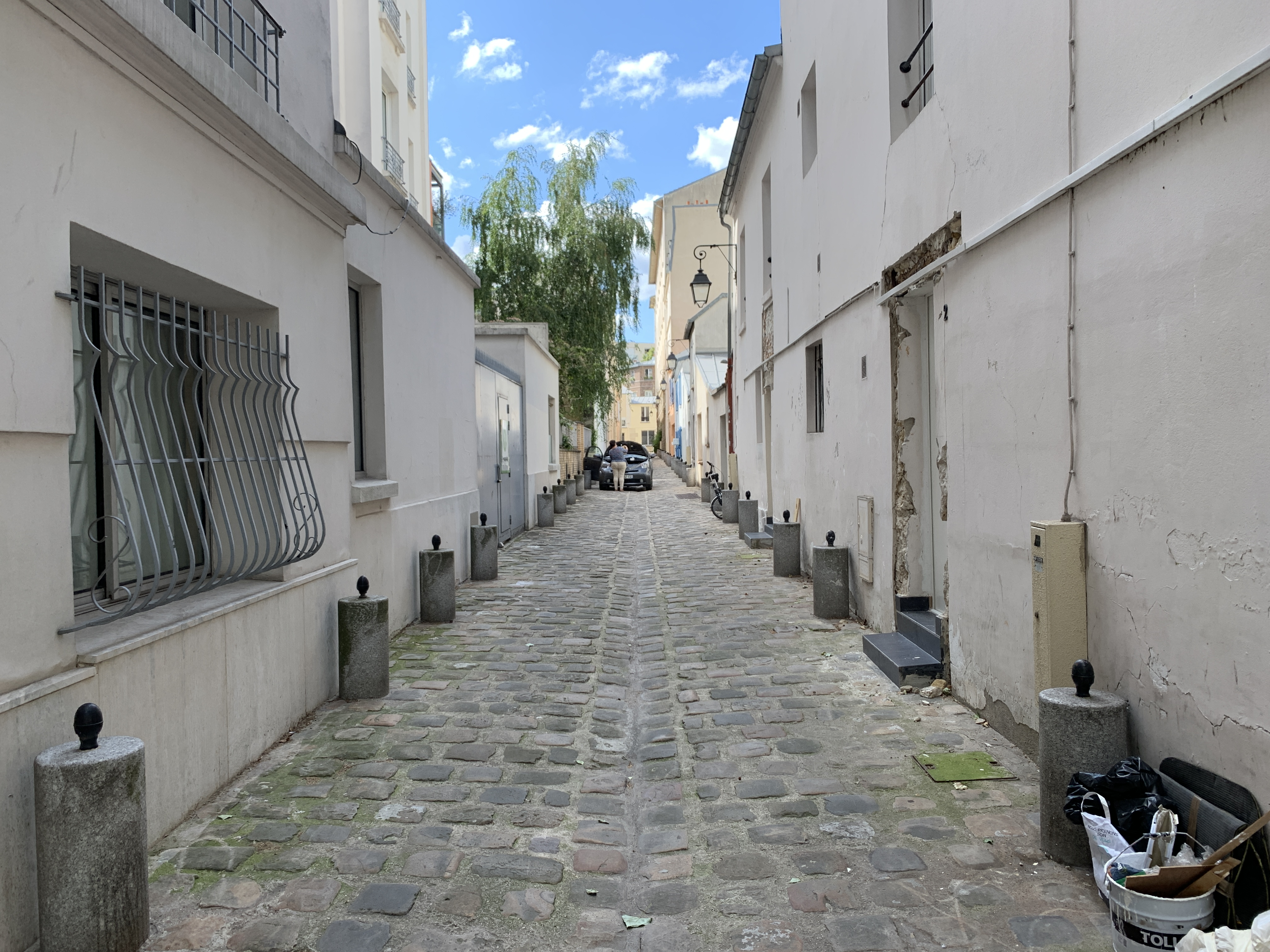
Vue du passage de la Tour-de-Vanves, dans le 14e arrondissement de Paris, où fut tournée la scène finale du film.

- 13 place Pigalle (scène du pot de départ)[14] ;
- 34 quai d'Austerlitz ;
- rue Vavin (6e arrondissement) : scène de la fusillade devant l'immeuble du 26[14] ;
- rue Bréa (6e arrondissement) : scène de la tentative de fuite du tueur en moto mais abattu par Stan Jalard[14] ;
- immeuble (café-hôtel) qui fait l'angle entre avenue du Maine et le passage de la Tour-de-Vanves (scènes de la tentative d'arrestation de Charly Schneider (Jean-Pierre Malo) par le commissaire Stan Jalard (Jean-Paul Belmondo dans un hôtel) puis passage de la Tour-de-Vanves (tir sur la camionnette et arrestation de Charly Schneider) ;
- immeuble (aujourd'hui détruit) à l'angle de la rue Riquet et de la rue Pajol (contrôle des papiers dans le café d'immigrés par Stan Jalard) et pont Riquet (scène suivante, attente de l'indic) ;
- place Saint-Georges, le cercle de jeu.

## Bande originale
Singles
1. Life Time
Sortie : 1987

La bande originale du film est sortie en disque vinyle 33 tours et cassette audio, publié par le label Polydor. En plus d'une partition du compositeur britannique Danny Schogger, il comprend deux chansons interprétées par Carlos Sotto Mayor, Life Time, que Polydor a également sorti en single 45 tours et Ecstasy, qui lui a servi de face B. Un version remixée de Life Time  par l'ingénieur du son vétéran Thierry Rogen a également été publié sous forme de 45 tours promotionnel par le même label.
| Bande originale du film Le Solitaire | Bande originale du film Le Solitaire                          | Bande originale du film Le Solitaire | Bande originale du film Le Solitaire | Bande originale du film Le Solitaire | Bande originale du film Le Solitaire | Bande originale du film Le Solitaire | Bande originale du film Le Solitaire | Bande originale du film Le Solitaire | Bande originale du film Le Solitaire |
| No                                   | Titre                                                         | Paroles                              | Musique                              | Durée                                |                                      |                                      |                                      |                                      |                                      |
| ------------------------------------ | ------------------------------------------------------------- | ------------------------------------ | ------------------------------------ | ------------------------------------ | ------------------------------------ | ------------------------------------ | ------------------------------------ | ------------------------------------ | ------------------------------------ |
| 1.                                   | Life Time (chantée par Carlos Sotto Mayor)                    | Andy Caine                           | Danny Schogger                       | 3:40                                 |                                      |                                      |                                      |                                      |                                      |
| 2.                                   | Main Title Theme                                              |                                      | Danny Schogger                       | 2:40                                 |                                      |                                      |                                      |                                      |                                      |
| 3.                                   | Street Music : Pop/West Coast/Funk (divisée en trois parties) |                                      | Danny Schogger                       | 2:56                                 |                                      |                                      |                                      |                                      |                                      |
| 4.                                   | Car Chase                                                     |                                      | Danny Schogger                       | 1:19                                 |                                      |                                      |                                      |                                      |                                      |
| 5.                                   | Jean-Paul Belmondo Talking To A Child At Home (1)             |                                      | Danny Schogger                       | 1:08                                 |                                      |                                      |                                      |                                      |                                      |
| 6.                                   | Final Conflict                                                |                                      | Danny Schogger                       | 0:58                                 |                                      |                                      |                                      |                                      |                                      |
| 7.                                   | Life Time In Club                                             |                                      | Danny Schogger                       | 3:52                                 |                                      |                                      |                                      |                                      |                                      |
| 8.                                   | Ecstasy (chantée par Carlos Sotto Mayor)                      | Andy Caine                           | Danny Schogger                       | 3:42                                 |                                      |                                      |                                      |                                      |                                      |
| 9.                                   | Main Title (Short Version)                                    |                                      | Danny Schogger                       | 2:17                                 |                                      |                                      |                                      |                                      |                                      |
| 10.                                  | Piano Bar Music                                               |                                      | Danny Schogger                       | 2:56                                 |                                      |                                      |                                      |                                      |                                      |
| 11.                                  | Jean-Paul Belmondo Talking To A Child At Home (2)             |                                      | Danny Schogger                       | 1:27                                 |                                      |                                      |                                      |                                      |                                      |
| 12.                                  | Cafe Scene Of Interogation                                    |                                      | Danny Schogger                       | 1:17                                 |                                      |                                      |                                      |                                      |                                      |
| 13.                                  | Arab Coffee Music                                             |                                      | Danny Schogger                       | 1:34                                 |                                      |                                      |                                      |                                      |                                      |
| 14.                                  | Vandalised Flat                                               |                                      | Danny Schogger                       | 0:52                                 |                                      |                                      |                                      |                                      |                                      |
| 15.                                  | Theme In Casino                                               |                                      | Danny Schogger                       | 2:18                                 |                                      |                                      |                                      |                                      |                                      |
| 35:52                                |                                                               |                                      |                                      |                                      |                                      |                                      |                                      |                                      |                                      |

## Sortie et accueil

### Promotion
Au moment de la sortie du film, Belmondo jouait également dans Kean, la version de Jean-Paul Sartre d'une pièce d'Alexandre Dumas, au théâtre Marigny, bénéficiant d'un bon accueil critique pour sa première œuvre scénique en trente ans. En conséquence, la majorité de son temps d'antenne promotionnel a été consacrée à la pièce, plutôt qu'au plus conventionnel Solitaire, ce que Deray a partiellement blâmé pour la performance commerciale tiède du film. Par exemple, le numéro de mars 1987 du magazine Studio, qui coïncidait avec la sortie du film, comprenait une critique de Kean mais ne mentionnait pas une seule fois Le Solitaire, bien qu'il s'agisse d'une publication cinématographique. De plus, l'industrie cinématographique française connaissait à l'époque une baisse de fréquentation de plusieurs années, qui affectait particulièrement les films nationaux,.
L'affiche du Solitaire a conservé le même style et la même police, conçus par l'ancien manager de Belmondo, René Chateau, qui en sont venus à caractériser la période de sa carrière. Il était précédé d'une affiche teaser qui montrait seulement les yeux de Belmondo, son nom et la date de sortie sur un fond noir, tout en omettant entièrement le titre.

### Réception critique
Le film a été mal accueilli par la critique. Bernard Gérin, du magazine culturel Télérama, a résumé le consensus critique en notant : « Si vous avez vu Le Marginal, Le Professionnel ou Peur sur la ville, ne vous embêtez pas, vous avez déjà vu Le Solitaire. » Le film a été critiqué tardivement dans le magazine Studio de mai 1987, où Christophe d'Yvoire écrivait que « [Belmondo] semble ne cesser d'évoquer la recette miracle qui a fait de lui la star numéro un du cinéma français », mais que « tout le monde était déjà au bord de l'indigestion », ajoutant que « ni le scénario (la même vieille histoire d'un flic vengeur, coriace mais bon qui se bat contre toute attente), ni le ton, les personnages, le jeu des acteurs, ou la mise en scène présente un quelconque intérêt ». Jacques Siclier du Monde se montre également critique en écrivant que « [...] prendre et regrouper toutes les situations, tous les personnages qui traînent depuis vingt ans années dans les films policiers français, et vous aurez une idée de ce qui vous attend : des clichés, des clichés et encore des clichés », tout en ayant quand même eu quelques bons mots pour le réalisateur, ajoutant que « Deray ne peut s'empêcher de montrer son talent dans les scènes d'action, du côté technique ». À propos de la performance de la star, le critique a déclaré que « Belmondo fait tout ce qu'il pense qu'on attend de lui au cinéma. Il n'a pas l'air fatigué, mais peut-être avons-nous quand même envie de quelque chose de différent ».
La réception internationale va dans le même sens. Robert-Claude Bérubé de l'organisme canadien de surveillance des médias Mediafilm a qualifié le film de « succession de clichés, mis en scène avec une certaine efficacité mais sans beaucoup d'enthousiasme par un réalisateur expérimenté », tout en saluant « quelques touches de tendresse et d'humour apportées par la présence du protégé du flic, un orphelin effronté ». Antonio Albert d' El Pais a trouvé le personnage de Belmondo « un gars aussi froid qu'inintéressant, sauf avec le petit orphelin symbolique ». Écrivant pour le magazine cinématographique soviétique Iskoustvo Kino, Sergey Lavrentiev a estimé que « [l]'intrigue ici est extrêmement simple, typique et familière [...] De plus, la léthargie générale n'est pas compensée par l'apparence du genre, bagarres et fusillades obligatoires : dans Le Solitaire, ils occupent impardonnablement peu de temps à l'écran. Il semblerait que Jacques Deray, à titre expérimental, ait décidé de construire un thriller policier sur le seul dialogue, espérant que le succès commercial du film serait assuré par le simple fait que le rôle principal a été joué par l'irrésistible Belmondo. ». Dan Pavlides d'AllMovie a attribué au film une note de deux sur une échelle de un à cinq.

### Box-office
Pour sa première semaine d'exploitation dans les salles françaises, Le Solitaire prend la première place du box-office totalise 401 000 entrées, un score décent quoique peu spectaculaire car en net recul par rapport au démarrage des précédents films avec Jean-Paul Belmondo, Hold-up, qui avait totalisé plus de 875 000 entrées en octobre 1985 en première semaine, mais aussi des Morfalous et Joyeuses Pâques qui démarraient respectivement à 1,6 million d'entrées et plus de 1,1 million d'entrées en mars et en octobre 1984,. La précédente collaboration entre Deray et Belmondo, Le Marginal, avait quant à lui fait plus de 1,8 million d'entrées à son démarrage dans les salles en octobre 1983. De plus, sur Paris, le film démarre avec 127 289 entrées sur 58 salles en première semaine, dont 13 000 entrées pour son premier jour en salles, vécu comme un séisme auprès de l'industrie cinématographique, car en cinq ans, un film avec Belmondo en tête affiche est passé de 72 000 entrées à 13 000 entrées.
Cependant, le long-métrage s'effondre au fil des semaines, quittant le top 10 hebdomadaire au bout de quatre semaines d'exploitation avec un cumul de 819 570 entrées. Deux semaines plus tard, il se classe une dernière fois dans le top hebdomadaire à la 30e place avec 865 346 entrées. Le film finit à la 33e place du box-office annuel des films sortis en 1987 avec 913 258 entrées.
| Semaine | Semaine                      | Rang | Entrées | Cumul           | Salles | no 1 du box-office hebdo. |
| ------- | ---------------------------- | ---- | ------- | --------------- | ------ | ------------------------- |
| 1       | du 18 mars au 24 mars 1987   | 1    | 127 289 | 127 289 entrées | 58     | Le Solitaire              |
| 2       | du 25 mars au 31 mars 1987   | 4    | 65 526  | 192 815 entrées | NC     | Platoon                   |
| 3       | du 1er avril au 7 avril 1987 | 9    | 27 631  | 220 446 entrées | NC     | Platoon                   |

| Semaine | Semaine                      | Rang | Entrées | Cumul           | no 1 du box-office hebdo.     |
| ------- | ---------------------------- | ---- | ------- | --------------- | ----------------------------- |
| 1       | du 18 mars au 24 mars 1987   | 1    | 400 635 | 401 683 entrées | Le Solitaire                  |
| 2       | du 25 mars au 31 mars 1987   | 2    | 236 550 | 638 233 entrées | Platoon                       |
| 3       | du 1er avril au 7 avril 1987 | 6    | 127 087 | 765 320 entrées | Platoon                       |
| 4       | du 8 avril au 14 avril 1987  | 11   | 54 250  | 819 570 entrées | Over the Top : Le Bras de fer |
| 5       | du 15 avril au 21 avril 1987 | 19   | 31 231  | 850 801 entrées | Over the Top : Le Bras de fer |
| 6       | du 22 avril au 28 avril 1987 | 30   | 14 545  | 865 346 entrées | Over the Top : Le Bras de fer |

Le film fait 918 187 entrées en fin d'exploitation, dont 234 461 entrées sur Paris, une forte baisse par rapport aux rendements déjà décroissants des derniers films de Belmondo. Il faut remonter jusqu'en 1964 et le film La Mer à boire pour voir un film avec Jean-Paul Belmondo ne pas atteindre le million d'entrées,. Les résultats financiers du film constituent un échec selon les critères habituels des films interprétés par Belmondo, avec une érosion des résultats au box-office, qui avait débuté après l'énorme succès du Marginal avec Les Morfalous (3,6 millions d'entrées en 1984) et Joyeuses Pâques (3,4 millions d'entrées en 1984), mais surtout avec Hold-Up (près de 2,4 millions d'entrées en 1985).
En Allemagne, autrefois un marché fiable, le film est sorti par Metropol-Filmverleih, un distributeur plus petit que d'habitude pour l'acteur. Il a généré 329 000 entrées et a terminé à la 54e place au box-office de 1987, bien en dessous du Marginal, qui s'était classé 16e en 1983 avec 1,4 miilions d'entrées. Cependant, en Union soviétique, où le nom de Belmondo portait encore une grande mythe à ce stade de l'histoire, le film a attiré un public important au cours de sa carrière, avec 27,8 millions de billets vendus.

## Exploitation ultérieure

### Diffusions télévisées
Alors que la fatigue du public a gêné la diffusion en salles du Solitaire, le pouvoir de star de Belmondo était suffisamment durable pour assurer une audience considérable lors de sa première diffusion à la télévision en clair sur TF1 le 9 octobre 1990, le film ayant totalisé 12,07 millions de téléspectateurs, soit une part de marché de 48 %. L'audience du film lui a permis de se hisser à la 22e place des 100 meilleures audiences télévisées de 1990. 
La plus ancienne rediffusion connue du Solitaire date du 26 novembre 1995 également sur TF1. Les rediffusions du film sur TF1 en 1998 et 2002 lui permettent d'être en tête d'audience (7,06 millions de téléspectateurs et 43,8 % de part de marché le 19 juillet 1998 et 6,9 millions de téléspectateurs et 36,1 % de part de marché le 23 juin 2002).
Le film est régulièrement diffusé à la télévision depuis les années 2000 notamment sur France 2 à deux reprises, et France 3, mais aussi sur les chaînes de la TNT (notamment sur W9, Direct 8) et les chaînes du câble et du satellite (13e Rue et Paris Première entre autres).

### Sorties vidéos
Le Solitaire sort en VHS sur le territoire français chez trois éditeurs, dont Fil à Film en 1990. Il sort pour la première fois en DVD en version remasterisée dans la collection Belmondo le 28 février 2001 chez StudioCanal, société filiale du groupe Groupe Canal+, qui a racheté la société de production de Belmondo, Cerito Films, en 1990. Le DVD comprend une interview du réalisateur Jacques Deray, une bande-annonce, une galerie photos et des filmographies dans ses bonus. Le film est réédité dans une nouvelle collection Belmondo le 20 août 2007 avec une jaquette et un visuel différent.
Deux semaines après le décès de Jean-Paul Belmondo, StudioCanal réédite le film en version restaurée en DVD le 29 septembre 2021, ne contenant aucun bonus. En février 2023, il est édité pour la première fois en Blu-ray.

## Postérité
Certains articles contemporains voient immédiatement le film comme le glas de la production de genre traditionnelle française, le magazine Studio écrivant : « Le Solitaire signifie à la fois la fin d'une époque et la faillite d'un système. [...] Bien qu'immémorable en soi, il restera dans l'histoire. Parce qu'il constitue probablement la pathétique dernière page de tout un chapitre du cinéma français. Assez triste, en fait ». Dans son livre Histoire du cinéma français, l'universitaire Jean-Pierre Jeancolas a écrit qu'avec Le Solitaire, « le mécanique a cessé de travailler » pour Belmondo et les films policiers français en général, notant l'érosion similaire au box-office du rival de longue date de la star, Alain Delon. Il a vu la perte de popularité de ces films dans un contexte sociologique plus large, écrivant que le public populaire français avait cessé de sortir au cinéma et n'avait été que partiellement remplacé par un public plus jeune, plus soucieux des « images venues d'ailleurs ».
Dans un bilan rétrospectif de son livre sur le cinéma néo-noir, le critique italien Pier Maria Bocchi s'est montré plus positif, saluant la tentative de Belmondo d'orienter sa carrière loin de « l'image qui l'avait toujours contraint, celle d'un homme d'action athlétique, dans un rôle difficile et dépourvu de cascades », alors que Delon, « a au contraire doublé la masculinité d'un genre sans avenir ». Il a qualifié du Solitaire de « l'une des parties noires les plus pures de la star ».
En 1987, le biographe de Belmondo, Philippe Durant, a décrit le film comme son pire échec à ce jour. Le Journal du Dimanche s'est montré un peu plus clément, le qualifiant d'« échec (relatif) ». Belmondo, pour sa part, a regretté d'avoir fait le film. En 2009, il déclarait à Gilles Durieux, un autre de ses biographes : « C'était le polar de trop. Je le savais et le public aussi. J'en avais marre et le public aussi. »
Belmondo a connu une brève résurgence lorsque le réalisateur Claude Lelouch, basé sur sa performance dans Kean, l'a engagé dans la comédie dramatique Itinéraire d'un enfant gâté l'année suivante. Ce fut un succès critique et commercial (— plus de 3 millions d'entrées —), pour lequel il remporta un César. Cependant, l'acteur n'a plus jamais eu de succès important, et sa dernière tentative de film d'action, Une chance sur deux, où il partage l'affiche avec Alain Delon, a été un autre échec commercial.

## Autour du film
- Dans la scène dans la boîte de nuit, aux toilettes, Michel Creton récite en sortant une partie de la tirade du sketch de l'addition, utilisé dans Les Bronzés, lorsque la discussion vient à porter sur l'ouverture d'un restaurant dans les îles.
- En Allemagne, le film est exploité sous le titre Le Professionnel 2 (Der Profi 2), suggérant à tort qu'il s'agit d'une suite du film culte de 1981, probablement pour des raisons commerciales.